# Suur-Rahula
Koordinaten: 58° 32′ N, 23° 0′ O
Suur-Rahula (deutsch Groß-Rahhil) ist ein Dorf (estnisch küla) auf der größten estnischen Insel Saaremaa. Es gehört zur Landgemeinde Saaremaa (bis 2017: Landgemeinde Orissaare) im Kreis Saare.

## Einwohnerschaft und Lage
Das Dorf hat 67 Einwohner (Stand 31. Dezember 2011). Es liegt 44 Kilometer nordöstlich der Inselhauptstadt Kuressaare.

## Persönlichkeiten
Suur-Rahula ist der Geburtsort des estnischen Historikers Herbert Ligi (1928–1990). Er spielte besonders in der Endphase der Estnischen SSR eine bedeutende Rolle bei der Aufarbeitung der sowjetischen Verbrechen.